# Propsteier Villa

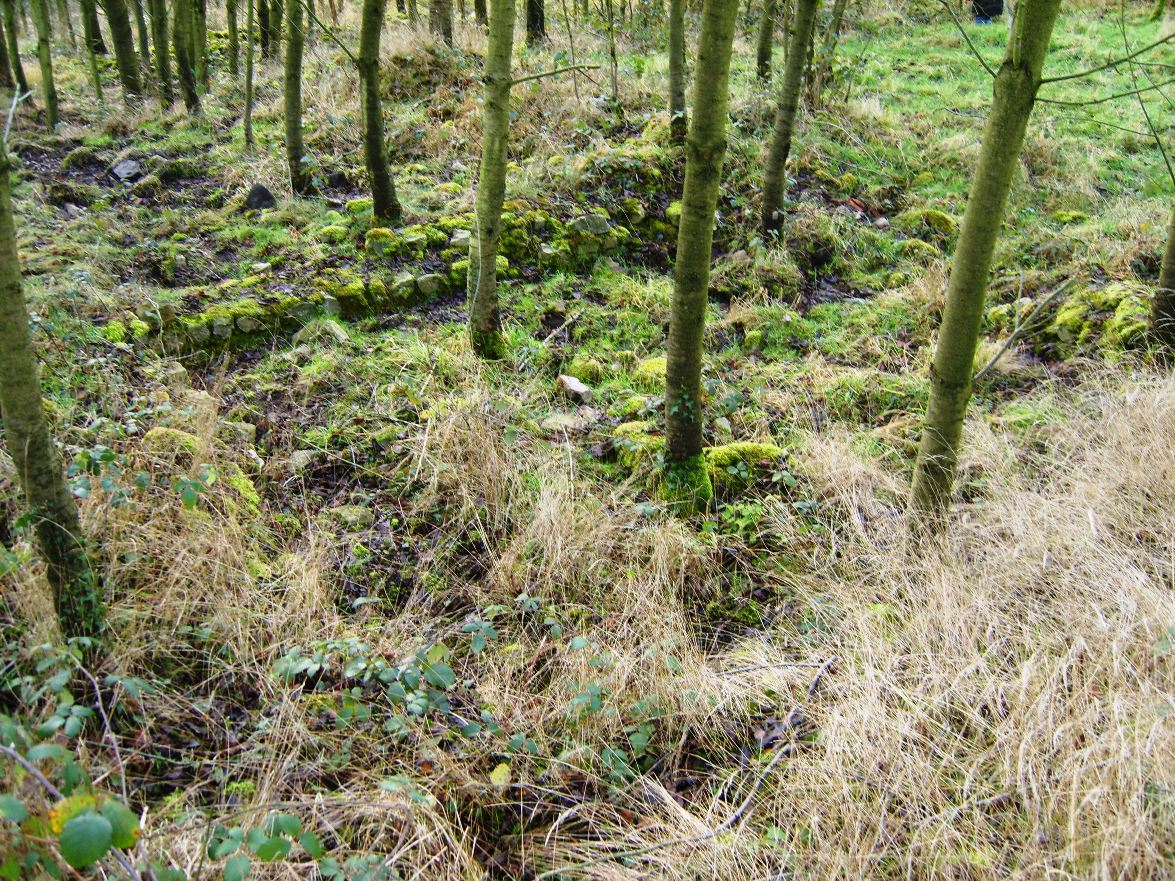
Blick in den Raum I Richtung Süden

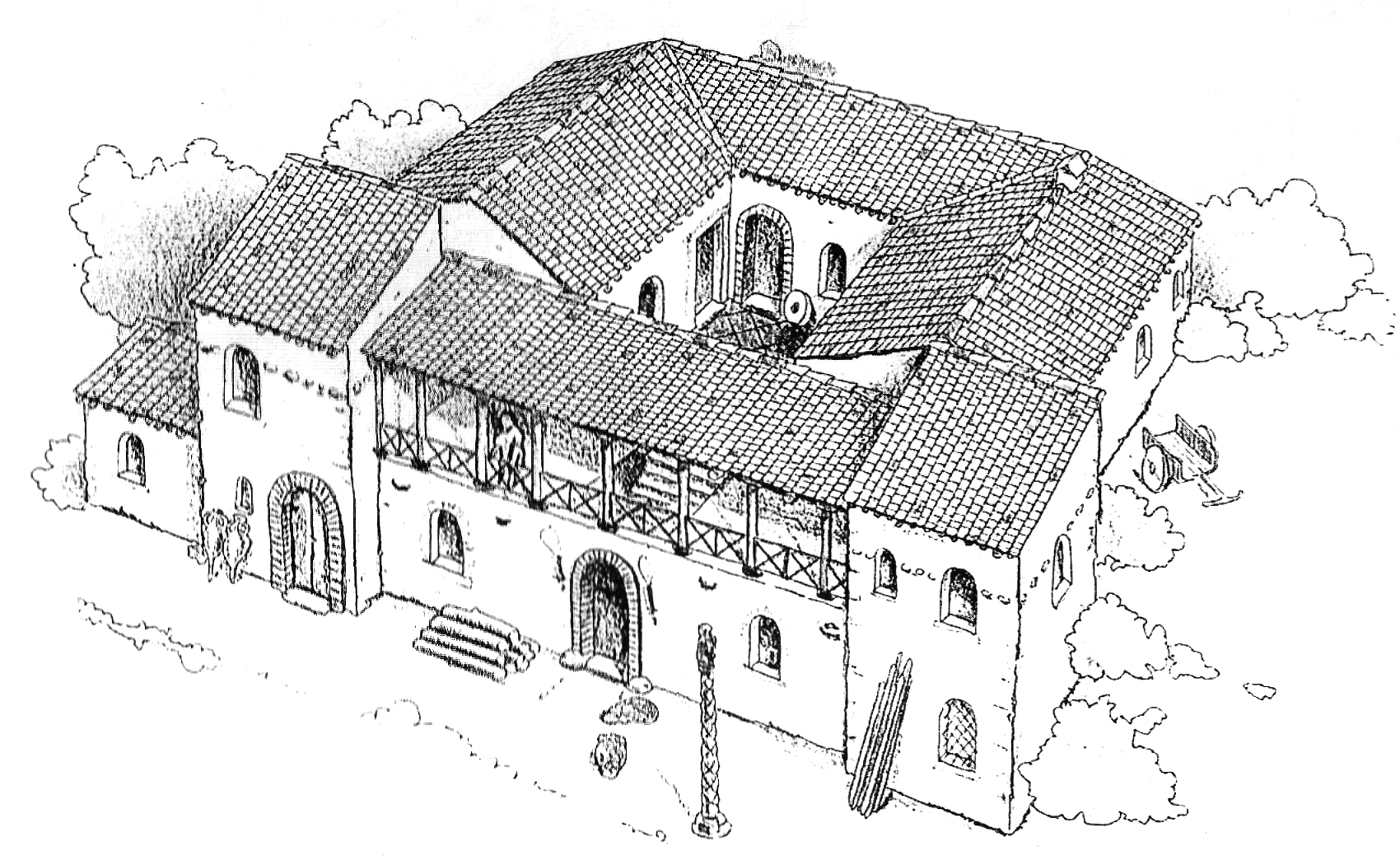
Rekonstruktionszeichnung, mit Jupitersäule (nicht nachgewiesen) und Mühlstein (nachgewiesen)
mit Blick von Südwest

Die Propsteier Villa ist der Überrest einer römischen Villa rustica am Südosthang des Propsteier Waldes auf dem Gebiet der Stadt Eschweiler in der Städteregion Aachen.
Bei einer vom Herbst 1880 bis Herbst 1881 durchgeführten archäologischen Grabung und Dokumentation wurde sie wegen einer Kupfermünze des Kaisers Valerian (Regierungszeit 253–260 n. Chr.) auf die Zeit um 300 n. Chr. datiert. Nachgewiesen wurden unter anderem Kellerräume, ein Hof, ein Pistrinum (Mahlmühlenraum) mit Mühlstein aus Eifellava, eine Küche (Raum I), eine Badeanlage mit Hypokaustum und Abzugskanäle mit einem Bleirohr. Gefunden wurde die Propsteier Villa zufällig im Sommer 1876. Der dortige Hügel wurde im Volksmund des Eschweiler Stadtteils Röhe „Teufelsburg“ genannt.

## Galerie

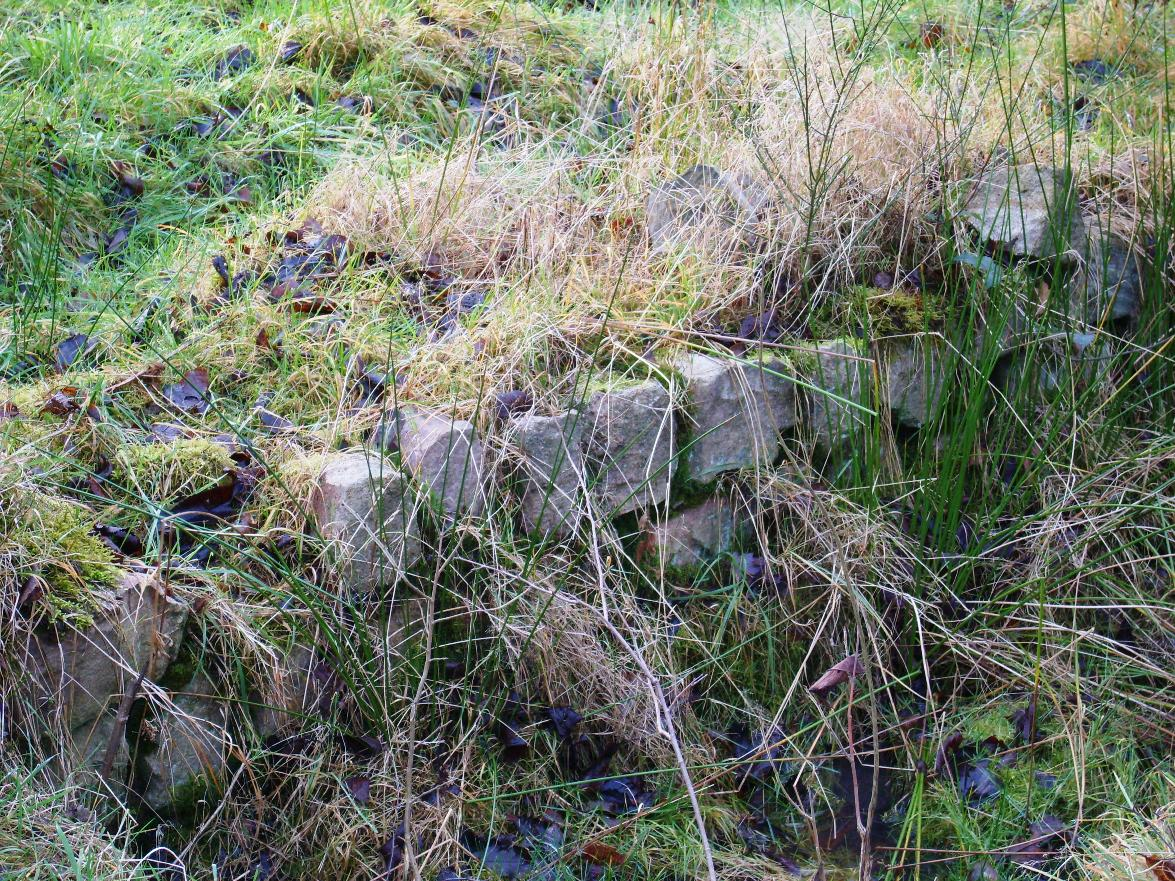
Teilstück der südlichen Mauer von Raum E
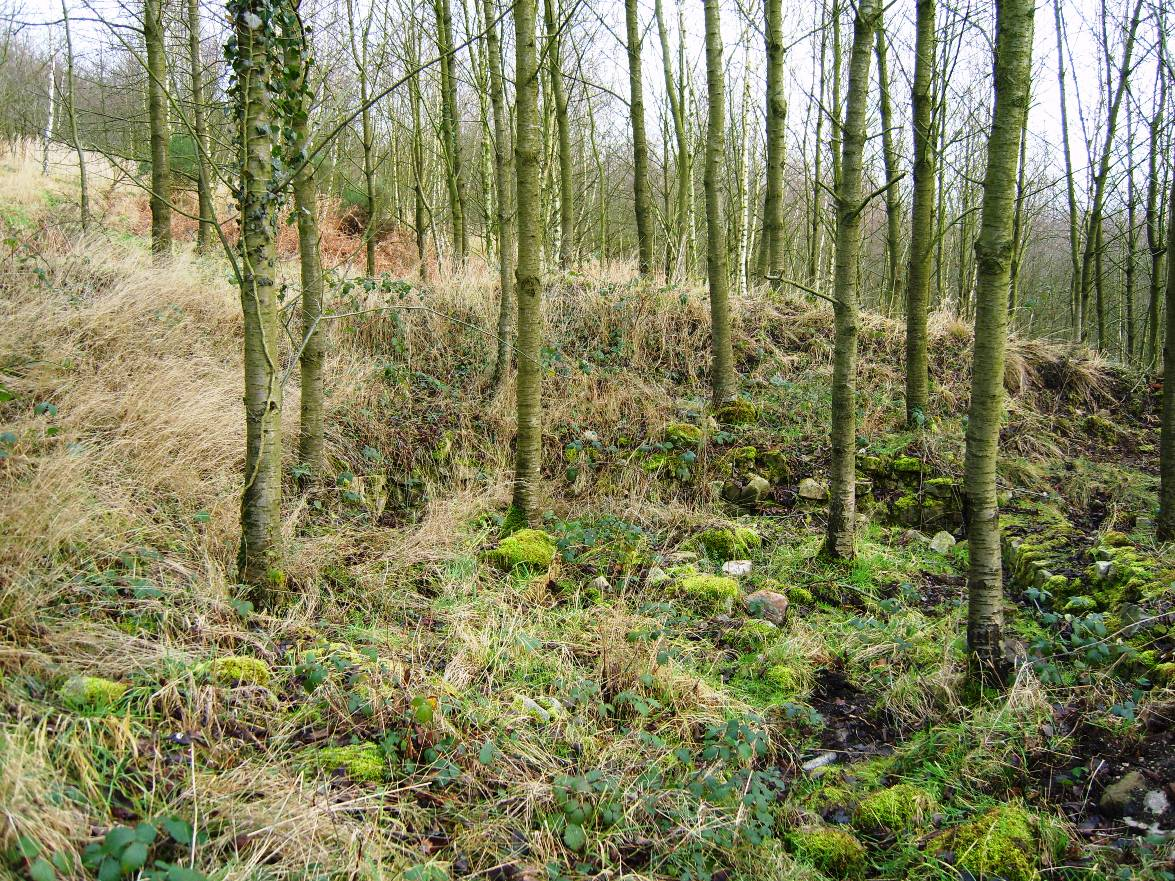
Blick in den Raum H Richtung Norden
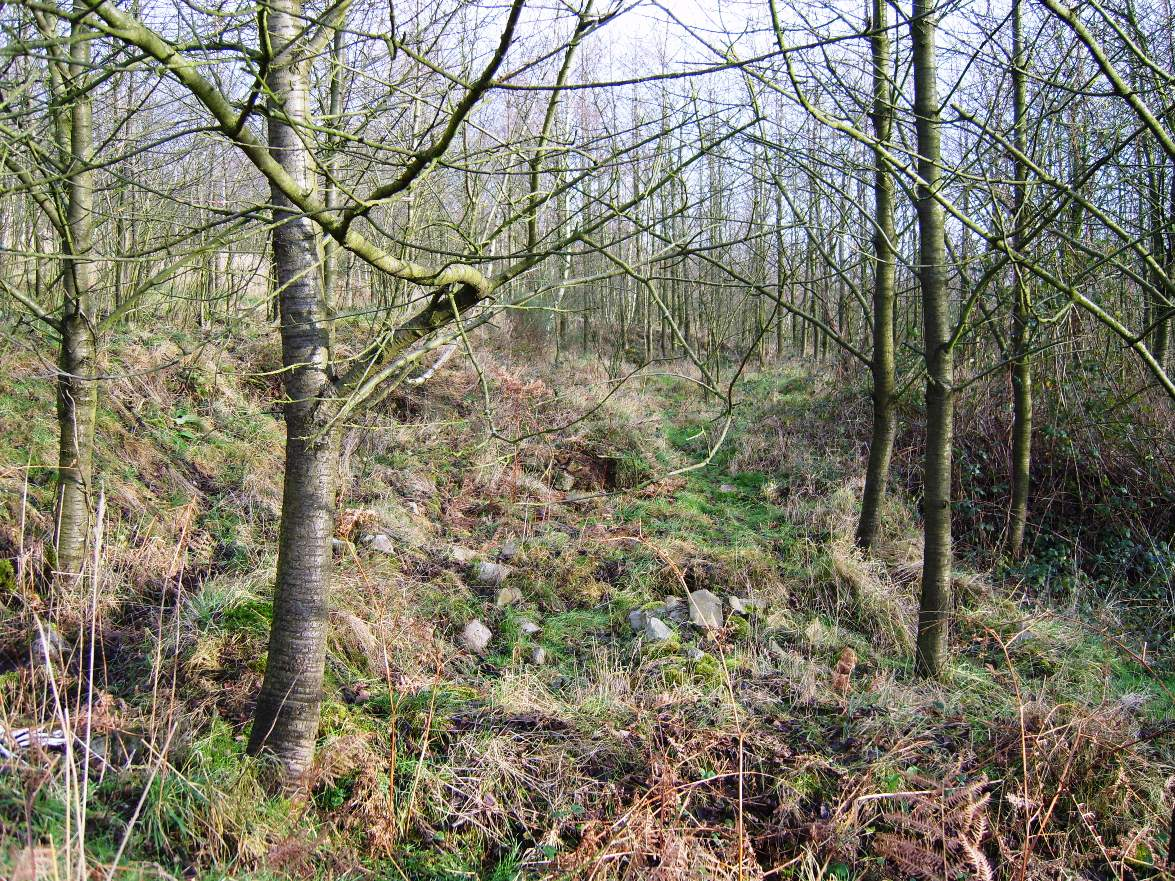
Blick Richtung Osten: vorne Raum H, im Hintergrund Raum I, dazwischen Raum E